# Boisset-les-Prévanches
Boisset-les-Prévanches ist eine französische Gemeinde mit 489 Einwohnern (Stand 1. Januar 2022) im Département Eure in der Region Normandie (vor 2016 Haute-Normandie). Sie gehört zum Arrondissement Les Andelys (bis 2017 Évreux) und zum Kanton Pacy-sur-Eure.

## Geografie
Boisset-les-Prévanches liegt etwa dreizehn Kilometer ostsüdöstlich von Évreux. Umgeben wird Boisset-les-Prévanches von den Nachbargemeinden Caillouet-Orgeville im Norden, Le Plessis-Hébert im Osten und Nordosten, La Boissière im Südosten, Bretagnolles im Süden, Fresney im Westen und Südwesten sowie Le Cormier im Westen und Nordwesten.

## Bevölkerungsentwicklung
| 1962                      | 1968 | 1975 | 1982 | 1990 | 1999 | 2006 | 2013 |
| ------------------------- | ---- | ---- | ---- | ---- | ---- | ---- | ---- |
| 348                       | 323  | 294  | 292  | 364  | 392  | 427  | 448  |
| Quelle: Cassini und INSEE |      |      |      |      |      |      |      |

## Sehenswürdigkeiten
- Kirche Sainte-Geneviève, Monument historique
- Schloss

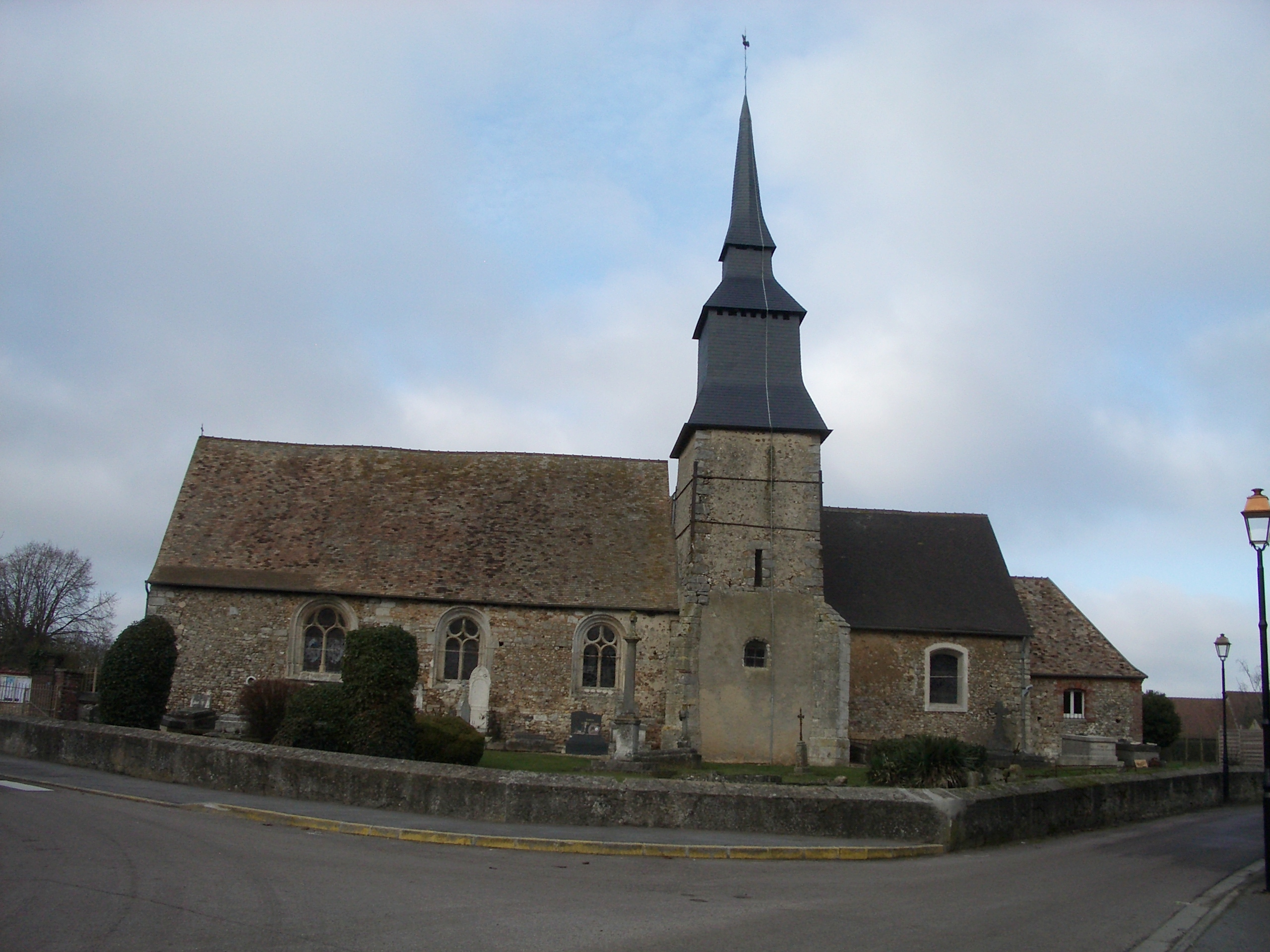
Kirche Saint-Geneviève
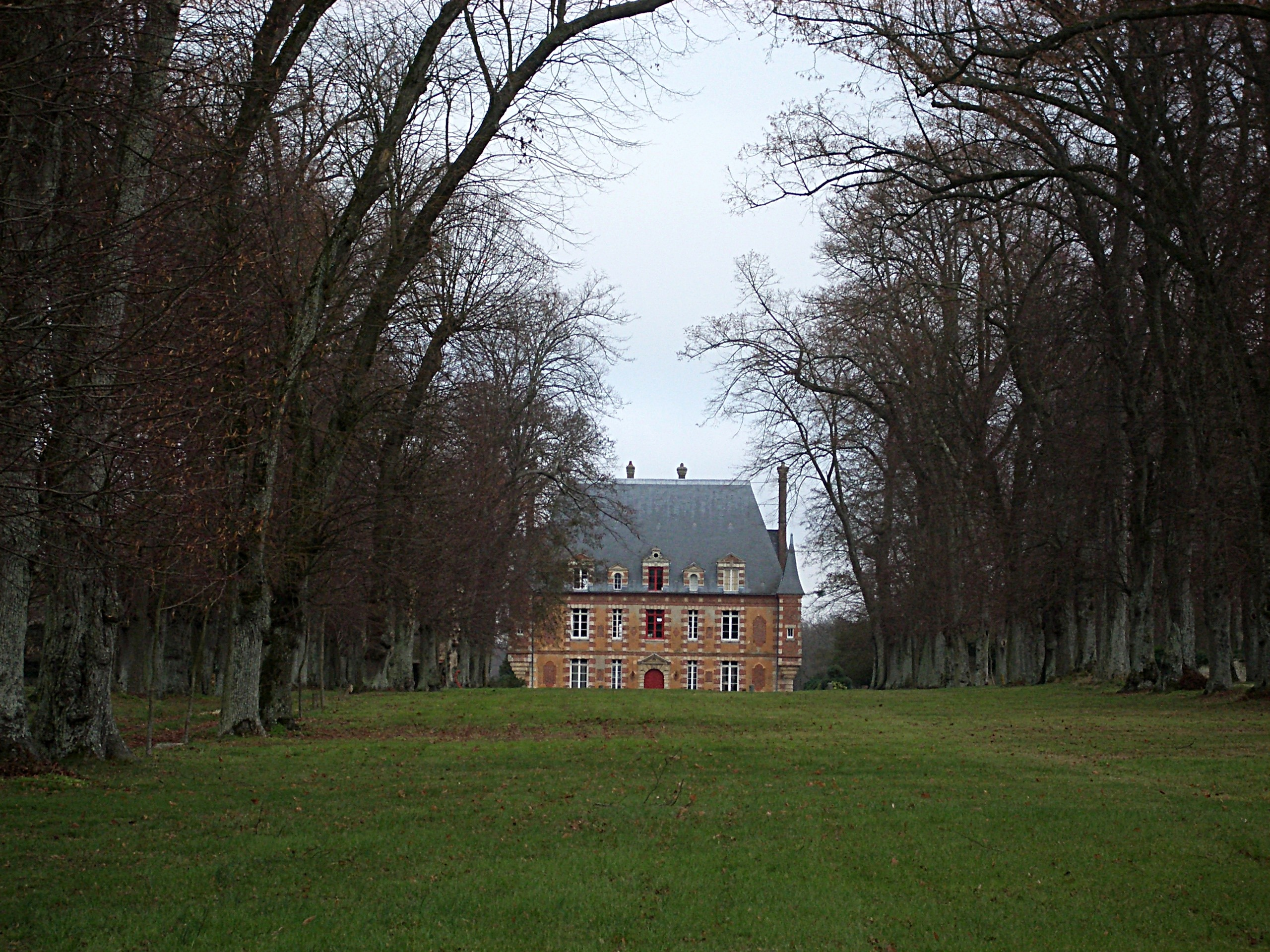
Schloss